# Comité des utilisations pacifiques de l'espace extra-atmosphérique
Le Comité des utilisations pacifiques de l'espace extra-atmosphérique (CUPEEA ; en anglais : Committee on the Peaceful Uses of Outer Space, COPUOS), parfois surnommé « Comité de l’espace » est un comité des Nations unies mis en place en 1958 en tant que comité ad hoc, peu après le lancement du satellite Spoutnik. Il a été officiellement créé par la résolution 1472 de l'Assemblée générale, en 1959. Sa mission est d'« examiner l'étendue de la coopération internationale et d'étudier les moyens pratiques et applicables d'exécuter des programmes touchant les utilisations pacifiques de l'espace extra-atmosphérique qui pourraient être utilement entrepris sous les auspices de l'Organisation des Nations unies », notamment en matière de recherche, d'échange d'informations et de questions juridiques.
Le comité a deux sous-comités, l'un scientifique et technique, l'autre juridique. Il compte 102 États membres en 2022. Il contrôle la mise en œuvre de cinq traités et accords :
- le traité de l'espace de 1967 (Traité sur les principes régissant les activités des États en matière d'exploration et d'utilisation de l'espace extra-atmosphérique, y compris la Lune et les autres corps célestes) ;
- l'Accord sur le sauvetage des astronautes, le retour des astronautes et la restitution des objets lancés dans l’espace extra-atmosphérique, entré en vigueur en 1968 ;
- la Convention sur la responsabilité internationale pour les dommages causés par des objets spatiaux, entrée en vigueur en 1972 ;
- la Convention sur l’immatriculation des objets lancés dans l’espace extra-atmosphérique, entrée en vigueur en 1976 ;
- et l'Accord régissant les activités des États sur la Lune et les autres corps célestes, entré en vigueur en 1984.

Outre les États participant à ce Comité, il y a plusieurs organisations comme observateurs permanents, par exemple l'Association des explorateurs de l'espace.